# Шефер, Херм
Херман «Херм» Шефер (англ. Herman H. "Herm" Schaefer; 20 декабря 1918, Форт-Уэйн, Индиана, США — 21 марта 1980, Индианаполис, Индиана, США) — американский профессиональный баскетболист и тренер. Шефер является единственным игроком, который становился не только чемпионом NCAA в составе команды «Индиана Хузерс», но и последовательно, в течение всего трёх лет, чемпионом НБЛ, БАА и НБА в составе клуба «Миннеаполис Лейкерс».

## Ранние годы
Херм Шефер родился 20 декабря 1918 года в городе Форт-Уэйн (штат Индиана), учился в центральной католической школе Форт-Уэйна, в которой играл за местную баскетбольную команду со своим близким другом Кёрли Армстронгом.

## Студенческая карьера
В 1941 году закончил Индианский университет в Блумингтоне, где в течение трёх лет играл за баскетбольную команду «Индиана Хузерс», в которой провёл успешную карьеру. При Шефере «Хузерс» ни разу не выигрывали ни регулярный чемпионат, ни турнир конференции Big Ten, но один раз выходили в плей-офф студенческого чемпионата США (1940).
В 1940 году «Индиана Хузерс» стали чемпионами Национальной ассоциации студенческого спорта (NCAA). 20 марта «Хузерс» вышли в финал четырёх турнира NCAA (англ. Final Four), где сначала в полуфинальном матче, 21 марта, обыграли команду Эда Милковича «Дюкейн Дьюкс» со счётом 39—30, в котором Шефер стал вторым по результативности игроком своей команды, набрав 8 очков, а затем в финальной игре, 30 марта, обыграли команду Ховарда Энглмана «Канзас Джейхокс» со счётом 60—42, в которой Херм стал четвёртым по результативности игроком своей команды, набрав 9 очков.

## Профессиональная карьера
Играл на позиции атакующего защитника, лёгкого форварда и разыгрывающего защитника. В 1941 году заключил соглашение с командой «Форт-Уэйн Золлнер Пистонс», выступавшей в то время в Национальной баскетбольной лиге (НБЛ). В 1943 году был призван во флот, проходил службу на военно-морской базе Грейт-Лейкс и выиграл армейское первенство в команде Тони Хинкла. Позже выступал за команды «Вашингтон Кэпитолс» (АБЛ), «Дейтон Миккис», «Индианаполис Каутскис» (НБЛ) и «Миннеаполис Лейкерс» (НБЛ, БАА и НБА). Всего в БАА/НБА провёл 2 сезона. Три года подряд Шефер в составе «Лейкерс» становился чемпионом, причём трёх разных лиг (1948, 1949 и 1950). В 1942 году включался во 2-ю сборную всех звёзд НБЛ. Всего за карьеру в НБЛ сыграл 161 игру, в которых набрал 971 очко (в среднем 6,0 за игру). Всего за карьеру в БАА и НБА сыграл 123 игры, в которых набрал 932 очка (в среднем 7,6 за игру) и сделал  388 передач.

## Тренерская карьера
В сезоне 1946/1947 годов Шефер был играющим тренером в команде НБЛ «Индианаполис Каутскис». После завершения профессиональной карьеры игрока на протяжении двух сезонов, вплоть до ликвидации клуба, проработал на должности главного тренера в команде «Индианаполис Олимпианс» (1951—1953). По итогам выступлений под его руководством клуб имел отрицательный баланс побед и поражений (62—75), однако это не помешало ему два года подряд выходить в плей-офф турнира НБА, где в первом же раунде он оба раза проигрывал команде «Миннеаполис Лейкерс».

## Смерть
Херм Шефер умер 21 марта 1980 года на 62-м году жизни в городе Индианаполис (штат Индиана), похоронен на лютеранском кладбище «Конкордия» в Форт-Уэйне. Посмертно введён в Зал славы баскетбола Индианы.

## Статистика

### Статистика в НБА
| Сезон                                                                                    | Команда     | Регулярный сезон | Регулярный сезон | Регулярный сезон | Регулярный сезон | Регулярный сезон | Регулярный сезон | Регулярный сезон | Регулярный сезон | Регулярный сезон | Регулярный сезон | Регулярный сезон | Серия плей-офф | Серия плей-офф | Серия плей-офф | Серия плей-офф | Серия плей-офф | Серия плей-офф | Серия плей-офф | Серия плей-офф | Серия плей-офф | Серия плей-офф | Серия плей-офф |
| Сезон                                                                                    | Команда     | GP               | GS               | MPG              | FG%              | 3P%              | FT%              | RPG              | APG              | SPG              | BPG              | PPG              | GP             | GS             | MPG            | FG%            | 3P%            | FT%            | RPG            | APG            | SPG            | BPG            | PPG            |
| ---------------------------------------------------------------------------------------- | ----------- | ---------------- | ---------------- | ---------------- | ---------------- | ---------------- | ---------------- | ---------------- | ---------------- | ---------------- | ---------------- | ---------------- | -------------- | -------------- | -------------- | -------------- | -------------- | -------------- | -------------- | -------------- | -------------- | -------------- | -------------- |
| 1948/49                                                                                  | Миннеаполис | 58               |                  |                  | 37,4             |                  | 81,7             | 0,0              | 3,2              |                  |                  | 10,4             | 10             |                |                | 46,2           |                | 87,5           | 0,0            | 3,1            |                |                | 12,4           |
| 1949/50                                                                                  | Миннеаполис | 65               |                  |                  | 38,9             |                  | 85,1             | 0,0              | 3,1              |                  |                  | 5,1              | 12             |                |                | 38,1           |                | 86,4           | 0,0            | 1,3            |                |                | 4,3            |
|                                                                                          | Всего       | 123              |                  |                  | 37,9             |                  | 82,8             | 0,0              | 3,2              |                  |                  | 7,6              | 22             |                |                | 43,8           |                | 87,0           | 0,0            | 2,1            |                |                | 8,0            |
| Наведите курсор мыши на аббревиатуры в заголовке таблицы, чтобы прочесть их расшифровку. |             |                  |                  |                  |                  |                  |                  |                  |                  |                  |                  |                  |                |                |                |                |                |                |                |                |                |                |                |